# Ludwig Köbler
Ludwig Köbler (* 16. Februar 1920 in Michelstadt; † 26. August 1993 in Göttingen) war ein deutscher Politiker (SPD) und Mitglied des Niedersächsischen Landtages.
Köbler besuchte zwischen 1926 und 1934 die Volksschule in Worms. Bis 1938 absolvierte Köbler eine Ausbildung als Klempner und Installateur mit Gesellenprüfung. Zwischen 1938 und 1939 war er im Reichsarbeitsdienst; im Anschluss wechselte er zur Kriegsmarine. Hier begann er seinen Militärdienst mit Ausbildung zum Ingenieuroffizier. Nach dem Ende des Zweiten Weltkrieges begann er eine Tätigkeit bei der Stadtverwaltung in Worms. Im Jahr 1953 begann er ein Studium an der Sozialakademie in Dortmund, welches er 1959 beendete. Seit Januar 1955 war er Geschäftsführer der Kreisverwaltung in Alfeld bei der Gewerkschaft ÖTV. Im Jahr 1968 wurde er zum Betriebsrat gewählt und später freigestellter Gesamtpersonalratsvorsitzender. 
Köbler wurde im Jahr 1955 Mitglied der SPD. Im Ortsverein Alfeld war er zwischen 1967 und 1980 gewählter Parteivorsitzender. Ferner war er im Vorstand des Unterbezirks Hildesheim zweiter Vorsitzender. Köbler wurde auch zweiter Vorsitzender des Verwaltungsrates der Kreissparkasse Alfeld. Im Jahr 1961 wurde Köbler zum Ratsherr der Stadt Alfeld, deren Bürgermeister er 1964 wurde. Seit 1972 war er Abgeordneter des Kreistages des Landkreises Hildesheim (bis zur Kreisreform Landkreis Alfeld). 
Köbler wurde zum Mitglied des Niedersächsischen Landtages in der neunten und zehnten Wahlperiode vom 21. Juni 1978 bis 20. Juni 1986 gewählt.

## Ehrungen
Köbler ist Träger des Verdienstkreuzes am Bande (1981) des Verdienstordens der Bundesrepublik Deutschland sowie des Verdienstkreuzes 1. Klasse (1991). Außerdem wurde er am 14. März 1991 zum Ehrenbürger der Stadt Alfeld ernannt.